# Diarsia rosaria
Diarsia rosaria (tên tiếng Anh: Rosy Dart) là một loài bướm đêm thuộc họ Noctuidae. Nó được tìm thấy ở Ontario, Quebec, New Brunswick, Nova Scotia, Newfoundland và Labrador, British Columbia, Alberta, Saskatchewan và Yukon in Canada, phía nam tới miền bắc California và miền đông Oregon.
It is abundant và widely distributed in wet conifer forests.
Sải cánh dài khoảng 30 mm (1,2 in). Its larvae feed on various grasses.

## Phụ loài
- Diarsia rosaria rosaria (Grote, 1878)
- Diarsia rosaria freemani Hardwick, 1950